# Jimmy Power
Jimmy Power (Ballyduff (County Waterford), 1918 – 1984) was een Ierse traditionele violist.
Op zijn tiende jaar kreeg hij vioolles van een Italiaanse leraar die de scholen in zijn omgeving bezocht en van zijn grootmoeder Statia Donnelly. In 1942 woonde hij in Glasgow, Schotland en via Leeds en Sheffield kwam hij in 1947 in Londen terecht en ging daar als timmerman in de bouw werken. Rond 1950/1951 kwam Jimmy in de pub The Black Cap bij een sessie terecht met Michael Gorman. Door deze gebeurtenis ging hij bij verschillende Ierse pubs met sessies meedoen en werd een gewaardeerde muzikant. Hij formeerde de The Four Courts Ceilidhe Band waarmee hij de komende jaren zou toeren langs de Irish Dance Halls in Londen en de Midlands. Zijn eerste album  Irish Dances kwam uit in 1967. Daarna deed hij mee aan een album met allemaal violisten van Ierse afkomst Paddy in the Smoke. In zijn volgende album Irish Music from The Favourite was Jimmy Power op zijn best. Zijn laatste album Fifty-Odd Years kwam uit in 1984, het jaar waarin Jimmy kwam te overlijden. 

## Discografie
- Four Courts Ceilidhe Band - Starlight ST EP30 and ST EP 35 – two 6” EPs issued as Volumes 1 and 2 in 1962.
- Various – Irish Folk Night - Decca LK 4633; 1964
- The Sligo Champion, met Michael Gorman - 1964
- Jimmy Power – Irish Dances - Clan 233 003; 1967 (also issued as Bounty BY 6040)
- Various – Paddy in the Smoke - Topic 12T 176; 1968 – reissued with additional tracks as TSCD 603 in 1997
- Various – Irish Dance Music - Folkways FW 8821; 1973
- Jimmy Power, Tony Ledwith – Irish Music from The Favourite - Leader LED 2051; 1975
- Jimmy Power – Irish Fiddle Player - Topic 12TS 306; 1976 – reissued as Ossian cassette OSS 81; 1993
- Jimmy Power with Josephine Keegan – Fifty-Odd Years - Tompo TP 0001; 1985
- Various – Round the House and Mind the Dresser -  Topic TSCD 606; 2001
- The Jimmy Power Trio - The Favourite